# Telecomm-Telégrafos
TELECOMM Telégrafos fue el nombre comercial de Telecomunicaciones de México, un organismo público descentralizado del gobierno mexicano, que formó parte de la Secretaría de Infraestructura, Comunicaciones y Transportes. Fue el encargado de controlar y operar los servicios telegráficos, satelitales, radiomarítimos y ofreció servicios financieros básicos. Desde 2022 fue convertida en Financiera para el Bienestar.

## Antecedentes

### Los Telégrafos Nacionales
La primera demostración pública del telégrafo eléctrico en  México, inventado por Samuel Morse en 1840, se realizó en Ciudad de México el 13 de noviembre de 1850 cuando Juan de la Granja la realizó entre el Palacio Nacional y el Palacio de Minería.
El 10 de mayo de 1849, el Congreso de la Unión le otorgó a don Juan de la Granja la concesión para realizar el primer tendido telegráfico en el país, el cual se estableció que sería de la ahora  Ciudad de México a Veracruz. De esta línea, el presidente Mariano Arista inauguraría el primer tramo de cuarenta leguas entre la Ciudad de México y Nopalucan, Puebla, el  5 de noviembre de 1851 y al año siguiente, el 5 de mayo de 1852, se culminaría con la conexión entre Nopalucan - San Andrés Chalchicomula (Ciudad Serdán)-Puebla-Orizaba-Córdoba-Veracruz.
La importancia del telégrafo llevó a que se otorgaran nuevas concesiones: corresponde a Maximiliano de Habsburgo, ordenar el primer reglamento que establece los mecanismos técnicos y administrativos para el otorgamiento del servicio, decretado el 2 de diciembre de 1865. Ante lo anterior, el presidente Benito Juárez decretó en 1867 la entidad Líneas Telegráficas del Supremo Gobierno como un instrumento para federalizar las concesiones telegráficas otorgadas, pero ante la falta de recursos económicos del gobierno, se terminó instrumentando un sistema telegráfico nacional con participación federal, estatal y privada.
Hacia 1878 el presidente Porfirio Díaz creó la Dirección General de Telégrafos Nacionales que dio impulso al sistema telegráfico al pasar de 8 mil a 40 mil kilómetros tendidos. Asimismo, otorgó las concesiones a Telegráfica Mexicana y Western Union Telegraph Co. para establecer las primeras líneas internacionales e impulsó desde 1907 la implementación de la radiotelegrafía o telegrafía inalámbrica en el país. Tras la aparición de nuevas tecnologías como la telefonía, radiotelefonía, etcétera, el presidente Plutarco Elías Calles promulgó Ley de Comunicaciones Eléctricas el 24 de abril de 1926 para su regulación.
El presidente interino Abelardo L. Rodríguez fusionó la Dirección General de Correos y la Dirección General de Telégrafos Federales el 2 de febrero de 1933 en una sola: Dirección de Correos y Telégrafos. Durante la administración del Presidente Manuel Ávila Camacho, se separan los correos de los telégrafos y se crea la Dirección General de Telecomunicaciones el 2 de mayo de 1942, la cual se encargaría de la creación del servicio telegráfico internacional, dentro de la misma dirección, en junio del 1949. El inicio de la instalación de equipos de microondas en 1954 del Centro SCOP al pueblo de Cerrillos, instalando repetidoras hasta la estación de Guadalajara, Jal., sería la primera ruta de microondas instalada en América Latina; y la puesta en marcha de la telegrafía privada Teleprinter Exchenge (TELEX), basado en sistemas analógicos, en 1957.

### La aparición de los satélites artificiales
Como parte de los preparativos de los XIX Juegos Olímpicos a realizarse en la Ciudad de México en 1968 y para poder transmitir por televisión vía satélite los mismos a todo el mundo, el presidente Gustavo Díaz Ordaz incorporó en 1967 a México en la Organización Internacional de Satélites de Telecomunicaciones (INTELSAT, por sus siglas en inglés). Una asociación multinacional fundada en 1964 con el fin de que un gran número de países fuesen beneficiados con la gran cantidad de satélites geoestacionarios puestos en órbita por la Unión Soviética y Estados Unidos desde 1957. En octubre de 1968 se inauguró la Torre Central de Telecomunicaciones y la Estación Terrestre de Tulancingo, Hidalgo – La primera estación terrena de comunicaciones vía satélite en el país. -, justo para la celebración de los Juegos Olímpicos en tiempo real y a color.
Siguiendo el ejemplo de Canadá, el cual creó en 1969 su primer sistema satelital doméstico para cubrir su demanda nacional, en 1981 el presidente José López Portillo ordenó la configuración del primer sistema satelital de este tipo en el país, mediante la utilización de dos satélites de INTELSAT, dedicados a comunicaciones nacionales e internacionales, más el satélite estadounidense Westar III, dedicado a las transmisiones televisivas. Para reforzar este sistema satelital, el presidente Miguel de la Madrid ordenó la adquisición de dos satélites, el  Morelos I y el Morelos II, puestos en órbita en 1985, bajo la administración de la Dirección General de Telecomunicaciones de la ahora llamada Secretaría de Infraestructura, Comunicaciones y Transportes.

## Lema
En envíos de dinero, el giro es mi gallo

## TELECOMM
De la Dirección General de Telecomunicaciones de la Secretaría de Comunicaciones y Transportes se separó en 1986, creándose Telégrafos Nacionales como un organismo especializado en la operación del sistema telegráfico mexicano.
Sin embargo, al poco tiempo, el 17 de noviembre de 1989 se creó Telecomunicaciones de México (TELECOMM) como un organismo público descentralizado del gobierno mexicano, conformada por la Dirección General de Telecomunicaciones y Telégrafos Nacionales. Dado lo anterior, recibió la operación del Sistema Satelital Morelos.
Para sustituir al satélite Morelos I que llegaba al fin de su vida útil y para ampliar a tres unidades la capacidad satelital del país, el presidente Carlos Salinas de Gortari autorizó la adquisición de los satélites Solidaridad 1 y Solidaridad 2, puestos en órbita en 1993 y 1994, respectivamente, y dados para su operación a TELECOMM, quien reforzó de manera integral las telecomunicaciones del país.
En un giro de la política de comunicaciones del país, se reformó el artículo 28 Constitucional con lo cual, las comunicaciones dejaron de ser un asunto estratégico para el país para pasar a uno prioritario para el desarrollo, lo que permitió la participación privada en el sector.
Para implementar la privatización del Sistema Satelital Mexicano, con la Sección de Servicios Fijos Satelitales de TELECOMM se constituyó la empresa paraestatal Satélites Mexicanos, S.A. de C.V. (SATMEX) en 1995, a la cual se traspasaron los satélites Morelos I (ya en desuso), Morelos II, Solidaridad 1 y Solidaridad 2, junto con todos la infraestructura para su operación. En octubre de 1997, Telefónica AUTREY Y LORAL SPACE & COMMUNICATIONS adquieren el 75% de la paraestatal SATMEX. No obstante, TELECOMM conservó los telepuertos y el servicio móvil satelital de banda L.

## TELECOMM-Telégrafos
Ya sin los satélites, Telecomunicaciones de México cambió su imagen y acrónimo de identificación para ser conocida como TELECOMM-Telégrafos, como se le conoce actualmente.
Durante el siglo XXI, tras la aparición de nuevas tecnologías móviles al alcance de la mayoría de la población, como la telefonía celular o digital con servicios de datos, los servicios de telegrafía además de continuar con el tradicional envío de telegramas se han adaptado a las necesidades de la población con el envío de fax público, el envío de remesas nacionales e internacionales en múltiples formatos.
Además de la telegrafía, se ha impulsado la utilización de telepuertos con servicios de conducción de señales para televisión, redes de voz y datos, enlaces cortos de microondas e incluso con el arrendamiento de estaciones terrenas transportables.
En el tema de móviles satelitales de voz y datos, se ha reforzado en temas de seguridad nacional, redes privadas, autotransporte y se ha extendido la cobertura en telefonía rural satelital.
En 2010 se determinó que Telecomunicaciones de México iniciaría de nueva cuenta la operación directa de satélites con la puesta en órbita del nuevo Sistema Satelital Mexicano (MEXSAT), para lo cual se construyó un nuevo Centro de Control y Monitoreo Satelital Mexicano, inaugurado por el presidente Felipe Calderón el 29 de noviembre de 2012, en donde se realiza el monitoreo de telemetría y comando, así como las maniobras y análisis orbital de los tres satélites del sistema. Además se construyó un segundo centro en Hermosillo, Sonora. La operación satelital comenzó a mediados de enero de 2013 con la recepción formal para su operación del satélite Mexsat 3 Bicentenario, puesto en órbita el 19 de diciembre de 2012 el cual sustituyó al Solidaridad 2. Asimismo, se cuentan con otros dos satélites en órbita, el Mexsat 1 Centenario y el Mexsat 2 Morelos 3.

## Cambio a Financiera Para El Bienestar
Mediante el decreto emitido por el presidente de la República Mexicana, Andrés Manuel López Obrador, se cambia el nombre del organismo descentralizado Telecomunicaciones de México, para quedar como Financiera para el Bienestar, del Decreto por el que se crea el organismo descentralizado denominado Telégrafos Nacionales (Telecomunicaciones de México, Telecomm).